# Ростовский Борисоглебский монастырь
Борисогле́бский на Устье Росто́вский монасты́рь — мужской православный монастырь в посёлке Борисоглебском Ярославской области, на дороге из Ростова в Углич. Входит в туристический маршрут «Золотое кольцо России». Архитектурный комплекс монастыря полностью сложился в допетровское время, когда он был одним из богатейших в Ростовской митрополии, а у московских князей и первых русских царей считался «домашним». После XVII века архитектурный ансамбль почти не менялся.

## История монастыря
Основан пришедшим из Новгородской земли иноком Феодором и присоединившимся к нему позднее Павлом по благословению Сергия Радонежского в 1363 году. Согласно «Повести о Борисоглебском монастыре», Сергий Радонежский сам выбрал место для обители. Основатели монастыря прославлены как преподобные и входят в Собор Ростово-Ярославских святых. Их погребение находится в северо-западном углу Борисоглебского собора и служит местом почитания этих святых.
Особую известность получил преподобный Иринарх Затворник, живший в монастыре в конце XVI — начале XVII веков. Его мощи под спудом сберегаются в паперти соборного храма монастыря. Согласно житию святого, у него в 1612 году получили благословение на защиту Москвы от поляков князь Дмитрий Пожарский и нижегородский посадский человек Кузьма Минин.
Среди церковных деятелей, подвизавшихся в Ростовском Борисоглебском монастыре, — архиепископ Ростовский и Ярославский Тихон (Малышкин). Настоятелем монастыря уже в Новое время некоторое время являлся археограф и палеограф, собиратель и исследователь памятников древнерусской письменности Амфилохий (Сергиевский-Казанцев), будущий епископ Угличский.
Монастырь стал духовным и экономическим центром, вокруг которого возникли Борисоглебские слободы — крупное торговое село Ростовского уезда Ярославской губернии, центр Борисоглебской волости. В 1764 году слободы из владения монастыря были переданы Екатериной II своему фавориту графу Григорию Орлову. В дни памяти святых Бориса и Глеба у стен монастыря традиционно проходила богатая ярмарка.
В 1924 году при советский власти монастырь был разорён и осквернён. В советский период в зданиях монастыря были размещены различные учреждения районного центра — почта, отделение госбанка, склады организаций по заготовке льна и зерна.
Богослужения в храмах уже упразднённого монастыря продолжались до октября 1928 года. 8 ноября 1928 года в помещениях бывшего монастыря был открыт краеведческий музей (филиал Ростовского музея-заповедника). Он был закрыт приказом по Ярославскому управлению культуры от 8 февраля 1954 года. Краеведческий актив посёлка Борисоглебского объединился, итогом объединения стал образованный 29 сентября 1961 года народный музей. Этот музей позднее вновь стал филиалом Ростовского музея-заповедника, такой статус он сохраняет в настоящее время.
С 1994 года музей делил помещения с возрождённым монастырём вплоть до 2015 года, когда последнему было возвращено всё имущество. Здания монастыря как составляющие значительный памятник истории и культуры находятся под охраной государства.
С 1997 года ежегодно перед днём памяти пророка Илии совершается пеший крестный ход из Борисоглебского монастыря к источнику преподобного Иринарха на его родине близ села Кондакова, в 40 км от монастыря; во время крестного хода паломники по очереди несут на себе вериги преподобного.

## Современный облик обители
На территории монастыря находятся:
- Собор Бориса и Глеба (1522—1523),
- Благовещенская церковь с трапезной палатой (1524—1526),
- Сергиевская надвратная церковь (1679),
- Звонница с церковью св. Иоанна Предтечи (1690),
- Келья Иринарха Затворника и др.

- Надвратная Сретенская церковь (1692)
- Церковь Сергия Радонежского (1679) в 2006
- Вид на центральный вход и церковь Сергия Радонежского, 2016
- Росписи Борисоглебского собора, 2006
- Борисоглебский собор (1522—1523)(слева) и церковь Сретения Господня (справа), 2011
- Трапезная церковь Благовещения (1524-1526, конец XVIIв.). Южный фасад
- Трапезная при церкви Благовещения (1524-1526). Нижний ярус, северный фасад
- Благовещенская церковь
- Звонница и церкви, 2016
- Звонница (1690)
- Начало Иринарховского крестного хода, 2014
- Южная стена монастыря